# Fagiolo di Sarconi
Il Fagiolo di Sarconi è un prodotto ortofrutticolo italiano a indicazione geografica protetta.

## Origine
Prodotto nella zona della Val d'Agri, nel comune di Sarconi (PZ), grazie alla caratteristiche del suolo e al clima ottimale adatto al loro perfetto sviluppo; tutto questo favorito dalla presenza di corsi d'acqua nel territorio del comune. Da sempre a Sarconi la coltivazione di legumi è stata molto diffusa. Nel 1865, tra Grumento Nova e Sarconi, la carta dei prodotti alimentari del Regno delle Due Sicilie, riporta come prodotto tipico il simbolo del sacco di legumi. Nel 1923 alla III Fiera Campionaria Internazionale di Napoli, i fagioli della Val d'Agri, hanno riscosso un grande successo. Sono coltivati più di 20 ecotipi di fagioli. Il fagiolo di Sarconi ha ottenuto il marchio IGP nel 1996; tutt'oggi tutelato dal consorzio nato nel 1997. Ogni estate, ad Agosto, Sarconi ne dedica due giorni di sagra, a ritmo di pizzica e musica folk lucana.

## Caratteristiche

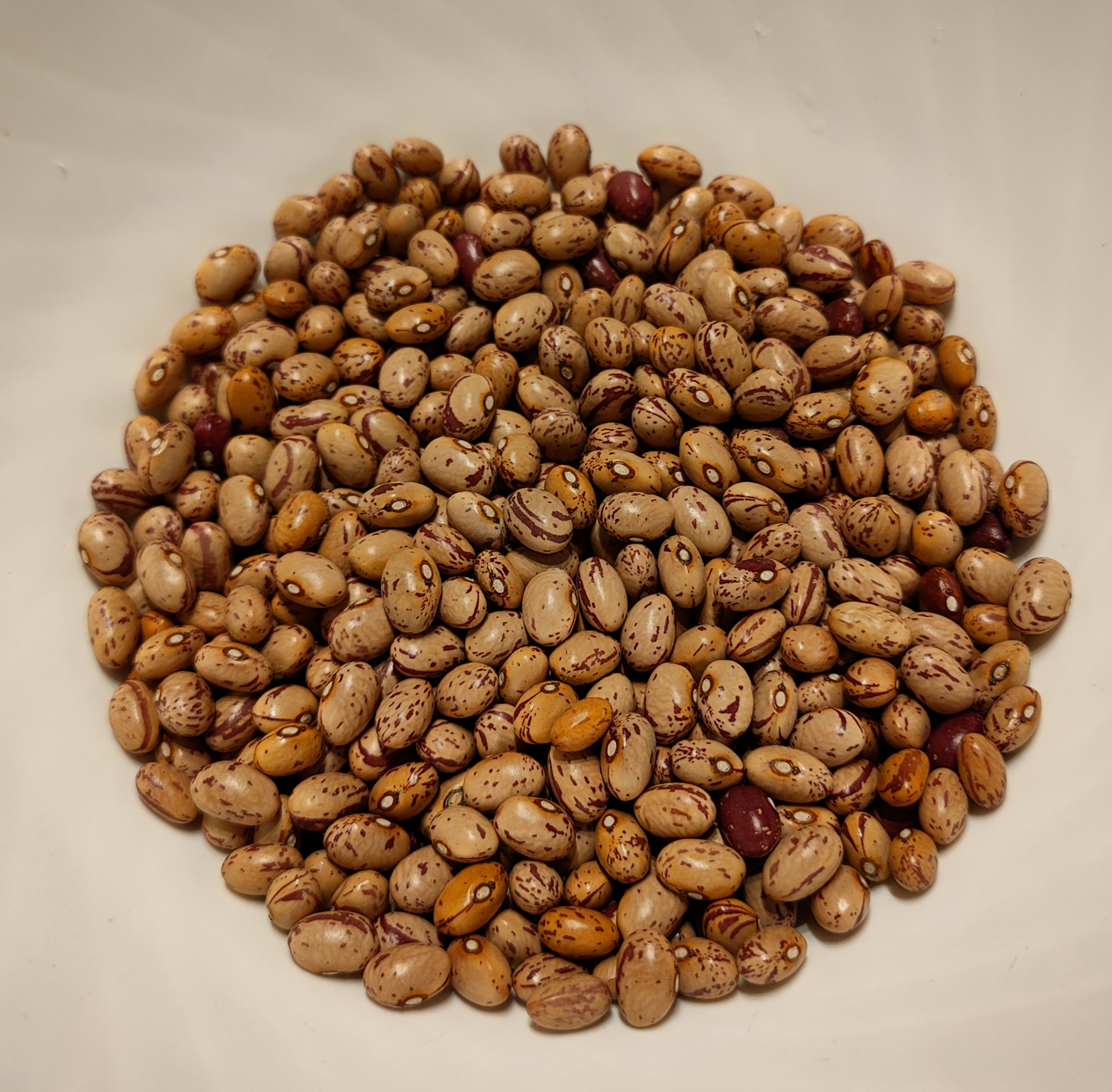
Fagiolo "ciuoto" di Sarconi

È una pianta appartenente alla famiglia delle Leguminose, viene coltivato tramite seme, il terreno viene preparato tra aprile e maggio, e frangizollato. La semina si effettua dalla III decade di maggio fino a metà luglio, utilizzando 80-100kg di semi ad ettaro; può essere effettuata manualmente o meccanicamente. La raccolta avviene a seconda delle fasi di maturazione, che sono: a maturazione cerosa ovvero i baccelli presentano colorazioni evidenti; a maturazione secca , dopo il disseccamento della pianta. I fagioli possono essere di vari colori rossi, bianchi, rosa, bruni, neri, a macchie rosse o nere con base bianca o viceversa; possono avere forma e dimensioni diverse. La pianta del fagiolo può essere bassa o rampicante con l'ausilio di sostegni. Le infiorescenze mostrano una colorazione bianca.
La denominazione Fagiolo di Sarconi IGP è riservata ai seguenti ecotipi:
- Ecotipi locali nani:

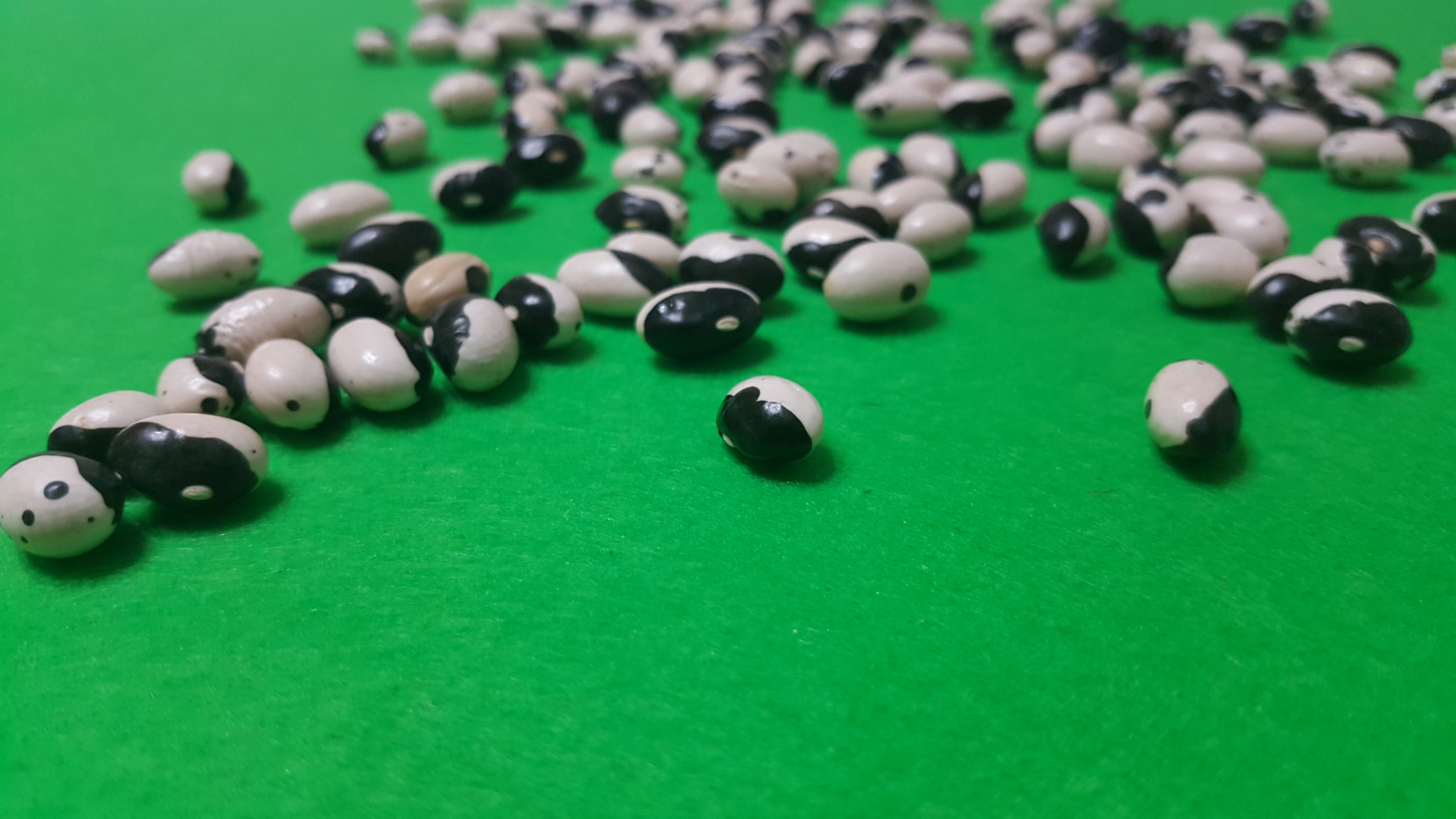
Fagiolo "Monachella Nera"

- - Ciuoto o Regina: un seme ovoidale colore bianco crema con screziature rosse.
  - Fasulo riso: una delle varietà migliori, ha una cottura rapida, forma ovoidale di colore bianco.
  - Verdolino: seme tondeggiante, di colore tendente al verdolino.
  - Tabacchino: seme tondeggiante leggermente allungato di colore marrone scuro.
  - Cannellino bianco: seme di forma cilindrico allungato, di colore bianco.

- Ecotipi locali rampicanti:
  - San Michele: forma del seme dal tondo all'ovoidale, si presenta di colore beige con screziature rosso scuro o rosso con punteggiature nerastre.
  - Fasuli risi: di forma tondeggiante, di colore bianco o giallo.
  - Tovagliedde rampicanti: tra le varietà più pregiate, seme tondo di colore bianco screziato di marrone o rosso.
  - Munachedda (Monachella): seme tondeggiante di colore cappuccino o nero alternato al bianco.
  - Nasieddu: dal seme leggermente ovale, di colore nero e viola.
  - Maruchedda: prende il nome dal termine dialettale della lumaca, a cui somiglia per la sua colorazione bianco crema con screziature scure.
  - Panzaredda: bianco con screziature rosse o rosso scuro. Leggermente ovale e dal seme brillante.

## Produzione e certificazione
Il fagiolo Igp, come tutti gli altri prodotti a marchio, é sottoposto al controllo di un'autorità pubblica o un organismo privato ai sensi della legge. Quindi, con la certificazione, l'ente terzo dichiara che il determinato prodotto é conforme ai requisiti richiesti dal "Disciplinare di produzione".
Ai produttori e ai convezionatori viene controllato:
- la provenienza dei fagioli;
- le caratteristiche varietal e fisico-chimiche dei fagioli;
- il luogo dove si trovano i campi e gli impianti di confezionamento;
- la natura dei terreni;
- le lavorazioni che si effettuano, dalle lavorazioni del terreno per la semina fino alla raccolta;
- verifica degli aspetti morfologici di baccelli e granella e il contenuto in sostanza secca.

Il confezionamento, del Fagiolo di Sarconi Igp, quando é allo stato di baccelli freschi deve essere fatto in cassette di legno da massimo 15 kg contrassegnate dal logo. Mentre quelli a granella secca vanno confezionati in sacchetti di tessuto, di carta o di plastica, sempre contrassegnati dal logo. Possiamo trovarli sul mercato a baccelli verdi, a baccelli da sgusciare o a granella a maturità (cioè secco).

## Zona di produzione

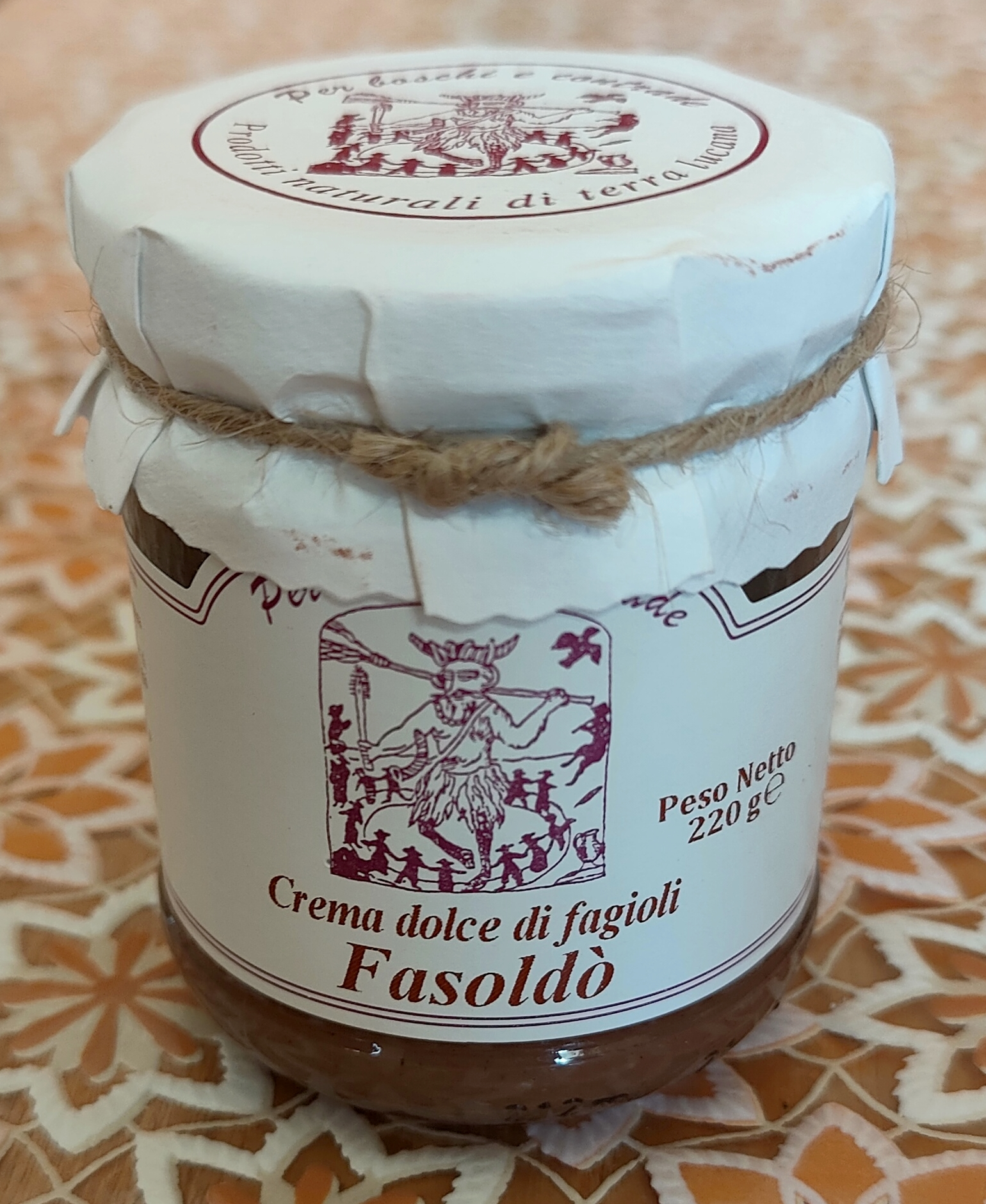
Fasoldò, crema con fagioli di Sarconi

La zona di produzione del fagiolo di Sarconi ricade nei territori di Sarconi, Grumento Nova, Tramutola, Marsico Nuovo, Paterno, Montemurro, Marsicovetere, Moliterno, San Martino d'Agri, Spinoso e Viggiano.

## Il Fagiolo di Sarconi in cucina
Il fagiolo di Sarconi è un legume ben apprezzato in cucina. È ottimo per preparare zuppe oppure come ingrediente di primi piatti (pasta e fagioli, minestroni e risotti) o contorni. Si differenzia dagli altri comuni fagioli perché i semi hanno un alto contenuto in zuccheri semplici e un minor contenuto in amido. Questo gli permette di cuocere velocemente, evitando la rottura della buccia e quindi il disfacimento; inoltre è più digeribile, tenero e sapido. Il fagiolo di Sarconi è l'ingrediente principale della fasoldò, crema spalmabile impiegata per arricchire i dolci o per accompagnare i formaggi.